# Silene latifolia

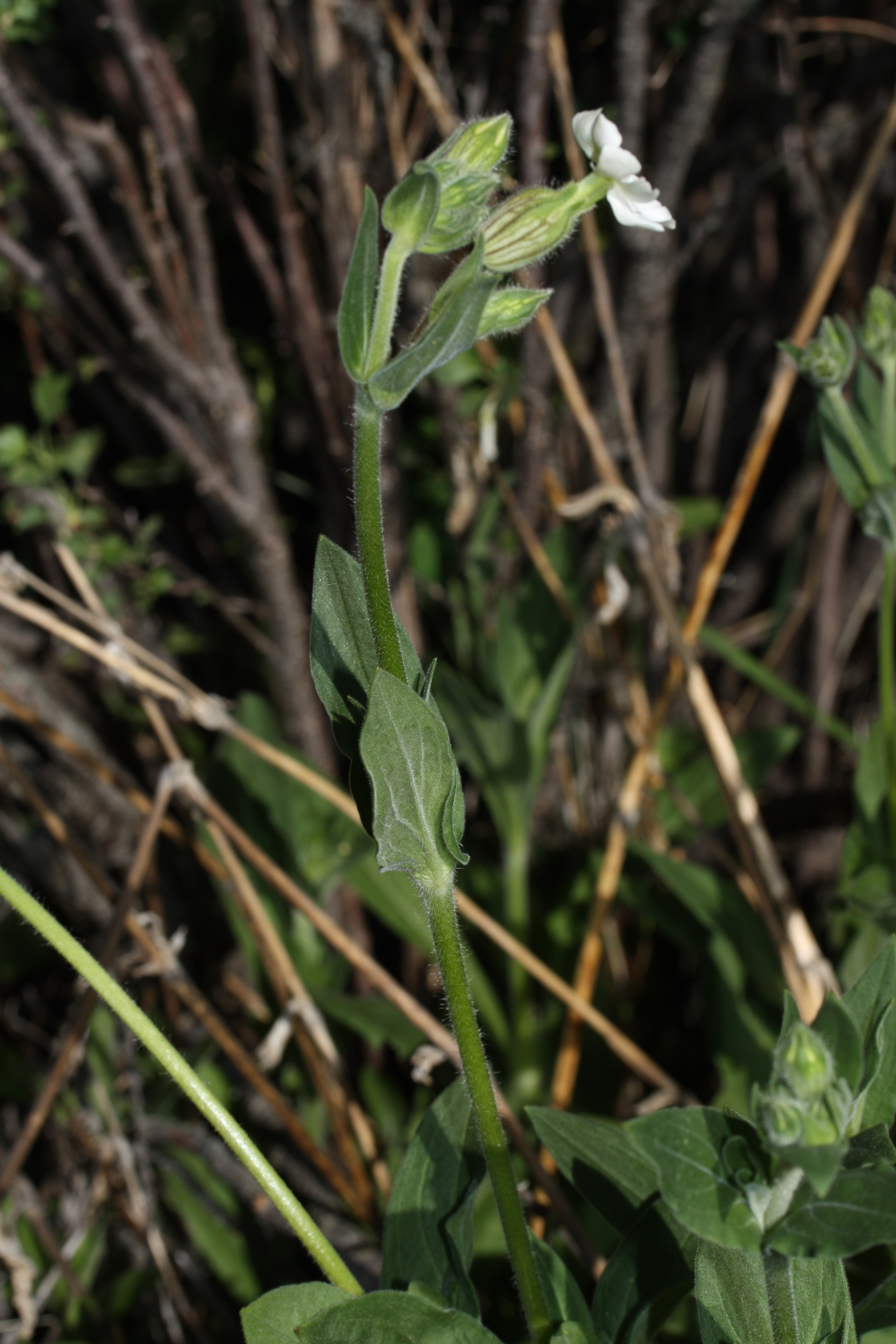
Vista general

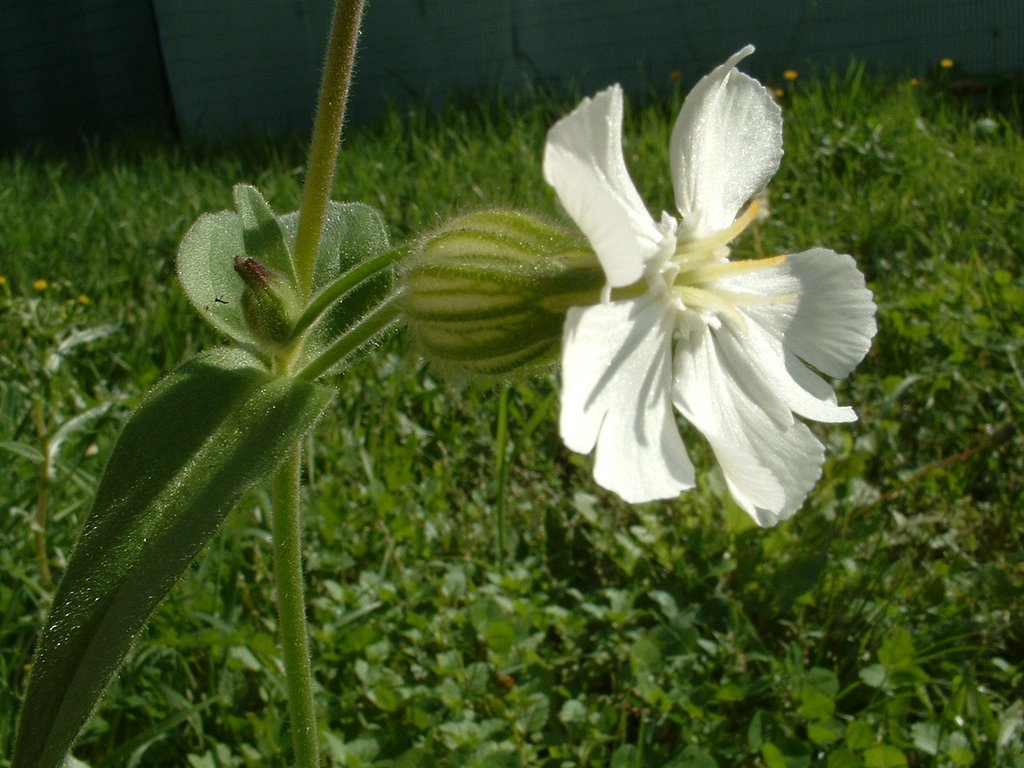
Cáliz y corola:detalle

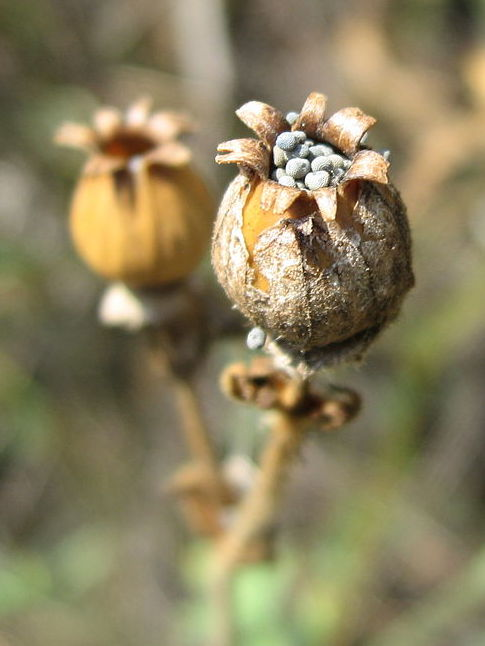
Fruto maduro con simientes

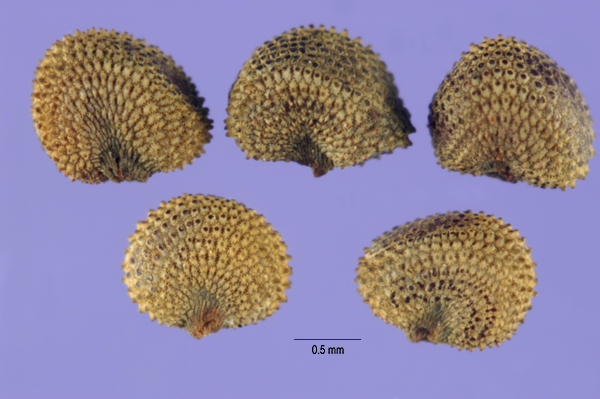
Semillas maduras

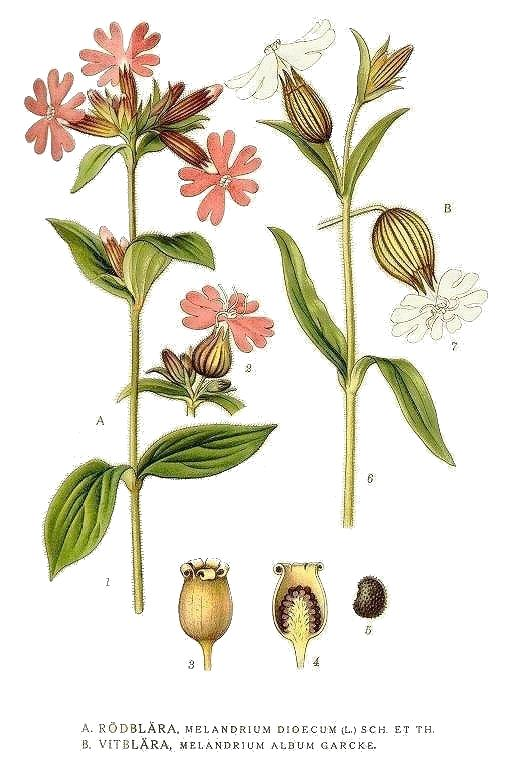
Ilustración

La colleja (Silene latifolia es una planta de la familia de las cariofiláceas.

## Descripción
Planta vivaz, pubescente y glandulosa, de tallos huecos y robustos que pueden llegar a medir los 80 o 100 cm de altura.
Hojas en parejas, ovales u oval-lanceoladas, careciendo de pecíolo las de la parte superior.
Flores blancas, en racimos terminales, de un solo sexo, estando separadas en plantas macho y plantas hembras (dioicas). Cáliz alargado y con dientes agudos, con diez nervios en las flores masculinas -mucho más pequeñas- y veinte en las femeninas. Pétalos bífidos coronados de escamas lanceoladas.
La separación de los sexos asegura la polinización cruzada. Las flores se abren al atardecer y atraen con su suave aroma a los insectos. Después de la polinización, el ovario de la flor hembra forma una cápsula que al secarse se abre en la parte superior por diez dientes.
Florece en primavera.

## Distribución y hábitat
Cosmopolita de Europa, Asia y África del Norte; ampliamente naturalizada en otras partes del mundo, hasta Alaska y Groenlandia.
En tierras de cultivo y terrenos baldíos. Ruderal.

## Taxonomía
Silene latifolia fue descrita por Jean Louis Marie Poiret y publicado en Voyage en Barbarie 2: 165–166. 1789.
Citología
Número de cromosomas de Silene latifolia (Fam. Caryophyllaceae) y táxones infraespecíficos: 2n=24
Etimología
El nombre del género está ciertamente vinculado al personaje de Sileno (en griego Σειληνός; en latín Sīlēnus), padre adoptivo y preceptor de Dionisos, siempre representado con vientre hinchado similar a los cálices de numerosas especies, por ejemplo Silene vulgaris o Silene conica. Aunque también se ha evocado (Teofrasto via Lobelius y luego  Linneo)  un posible origen a partir del Griego σίαλoν, ου, "saliva, moco, baba", aludiendo a la viscosidad de ciertas especies, o bien σίαλος, oν, "gordo", que sería lo mismo que la primera interpretación, o sea, inflado/hinchado.
latifolia; epíteto latino que significa "de hoja amplia".
Subespecies
- Silene latifolia subsp. alba (Mill.) Greuter & Burdet
- Silene latifolia subsp. eriocalycina (Boiss.) Greuter & Burdet
- Silene latifolia subsp. latifolia
- Silene latifolia subsp. mariziana (Gand.) Greuter & Burdet

Sinonimia
- Lychnis vespertina sensu Boiss.

## Nombre común
- Castellano: albahaca montesina, albahaca turca, borbonesa, colleja blanca, doble campeón, jabonera blanca.[6]